# Stena Estelle
Lo Stena Estelle è un traghetto appartenente alla compagnia di navigazione Stena Line.

## Servizio
Varato il 24 maggio 2021 nel cantiere navale CMI Jinglin Weihai Shipyard di Weihai con il nome di Stena Estelle e consegnato il 24 maggio 2022 alla Stena Line, salpa per l'Europa il 3 giugno successivo. Giunto a Vlissingen l'8 agosto successivo, salpa 3 giorni dopo per Göteborg e successivamente per Karlskrona, dove giunge il 13 agosto.
Il 14 agosto 2022 viene trasferito nel cantiere navale di Danzica, dove il 25 agosto, issa bandiera danese.
Il 3 settembre 2022 viene battezzato a Gdynia e dal giorno successivo prende servizio sul collegamento tra Gdynia e Karlskrona.
Dal 16 al 23 gennaio 2023 viene sottoposto a lavori di manutenzione ordinaria.
Dal 1° al 3 agosto 2023 viene disarmato. Dal 4 agosto torna in servizio.

## Navi gemelle
- Stena Estrid
- Stena Edda
- Guillaume de Normandie
- Galicia
- Côte d'Opale
- Salamanca
- Stena Embla
- Stena Ebba
- Santoña
- Ala'Suinu
- Saint-Malo
- Capu Rossu
- Attica NB.1
- Attiva NB.2